# Эрсой, Эртугрул
Эртугрул Эрсой (тур. Ertuğrul Ersoy; 13 февраля 1997 года, Гёльджюк) — турецкий футболист, играющий на позиции защитника в турецком клубе «Газиантеп». Выступает на правах аренды за «Истанбулспор».

## Клубная карьера
Эртугрул Эрсой — воспитанник турецкого футбольного клуба «Бурсаспор». Первую половину 2014 года он на правах аренды провёл за команду Третьей лиги «Ешиль Бурса», после чего вернулся в «Бурсаспор». 1 ноября 2014 года Эрсой дебютировал в турецкой Суперлиге, выйдя на замену в самой концовке домашней игры с «Сивасспором». Сезон 2015/16 он на правах аренды провёл за другой клуб Суперлиги «Ризеспор». 19 августа 2016 года Эртугрул Эрсой забил свой первый гол на высшем уровне, сравняв счёт в гостевом поединке против «Аданаспора».